# Ґурале (Куявсько-Поморське воєводство)
Ґурале (пол. Górale, нім. Goral) — село в Польщі, у гміні Яблоново-Поморське Бродницького повіту Куявсько-Поморського воєводства.
Населення — 392 особи (2011).
У 1975-1998 роках село належало до Торунського воєводства.

## Демографія
Демографічна структура станом на 31 березня 2011 року:
|          | Загалом | Допрацездатний вік | Працездатний вік | Постпрацездатний вік |
| -------- | ------- | ------------------ | ---------------- | -------------------- |
| Чоловіки | 200     | 31                 | 153              | 16                   |
| Жінки    | 192     | 33                 | 116              | 43                   |
| Разом    | 392     | 64                 | 269              | 59                   |